# Taoka Kazuo

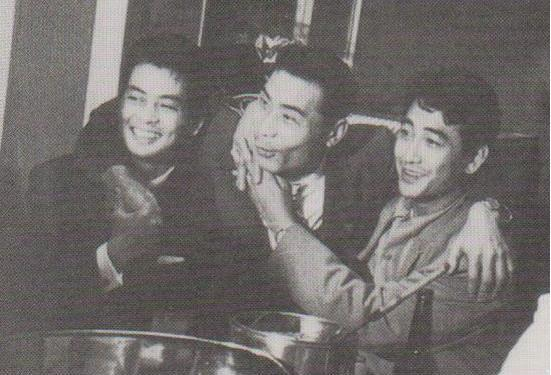
Taoka Kazuo (Mitte, 1952)

Taoka Kazuo (jap. 田岡 一雄; * 28. März 1913; † 23. Juli 1981) war der dritte Bandenchef (Kumichō) der Yakuza-Gruppe Yamaguchi-gumi. Unter seiner Führung wurde die Organisation zu einer der größten Yakuza-Gruppen. Taoka gilt als eine der bekanntesten Persönlichkeiten aus dem Yakuza-Milieu.

## Leben
Taoka wurde in einem kleinen Dorf auf der Insel Shikoku geboren. Schon früh zur Waise geworden, wurde er nach Kōbe geschickt, um dort in den Docks zu arbeiten. Im Alter von 14 Jahren schloss er sich Yamaguchi-gumi an und deren Bandenchef Yamaguchi Noboru nahm sich seiner an. Für seine Wildheit in Kämpfen erhielt er schon den Spitznamen Kuma (Bär) von den anderen Bandenmitgliedern. 1937 wurde Taoka wegen Mordes zu einer achtjährigen Gefängnisstrafe verurteilt. 1943 wurde er aufgrund einer kaiserlichen Amnestie vorzeitig aus der Haft entlassen. Im Mai 1944 heiratete er Fukayama Fumiko. 1946 wurde er neuer Chef von Yamaguchi-gumi. Sein Mentor Yamaguchi war 1942 während Taokas Inhaftierung gestorben. Unter Taokas Führung begann die Organisation zu wachsen und ihre Stellung auszubauen. Andere kleinere Banden wurden in die Yamaguchi-gumi absorbiert, Unternehmen wurden gegründet. Daneben investierte Taoka ins Showgeschäft und gründete eine Talentagentur. Bereits in den 1950er Jahren galt Taoka in konservativen Kreisen als nicht zu vernachlässigende Kraft in der Region. Mitte der 1960er Jahre befanden sich 343 verschiedene Banden unter der Schirmherrschaft von Yamaguchi-gumi. Bis Ende des Jahrzehnts wuchs die Zahl der Mitglieder auf 10.000 an.
1972 schloss er Allianz mit der Inagawa-kai, die sich für beide Organisationen gewinnbringend erwies. Im Juli 1978 überlebte er in einem Klub im Kyōtoer Vergnügungsviertel ein Attentat eines Mitglieds von Matsuda-gumi, einer rivalisierenden Yakuza-Gruppe. Das Attentat, ein Racheakt für den Tod des Bandenchefs von Matsuda-gumi 1975, führte zu gewalttätigen Auseinandersetzungen, mit allein mindestens fünf Toten auf Seiten von Matsuda-gumi, zwischen den beiden Organisationen. Taoka musste sich mehrere Monate von seinen Verletzungen erholen. Obgleich dies nicht das erste Attentat war, das er überlebte, markierte dieses jedoch den Anfang seiner uneingeschränkten Herrschaft über die mittlerweile 12.000 Mitglieder von Yamaguchi-gumi. Höherrangige Yakuza begannen sich Gedanken um eine mögliche Nachfolge des seit mehreren Jahren herzkranken Taoka zu machen. Als er 1981 in Folge eines Herzinfarktes starb, übernahm seine Frau Fumiko, unterstützt von einem achtköpfigen Gremium, die Führung von Yamaguchi-gumi bis zur Bestimmung eines neuen Bandenchefs. 1984 wurde dies Takenaka Masahisa.
Taoka hatte mehrere Kinder. Seine Tochter Yuki war von 1983 bis 1990 mit dem Musiker Kitarō verheiratet.